# Ausbach (Odenbach)
Der Ausbach ist ein gut drei Kilometer langer orographisch linker Zufluss des Odenbaches in den rheinland-pfälzischen Landkreis Kusel auf dem Gebiet der zur Verbandsgemeinde Lauterecken-Wolfstein gehörenden Ortsgemeinde Reipoltskirchen.

## Geographie

### Verlauf
Der Ausbach entspringt auf einer Höhe von 339 m ü. NHN im Reipoltskirchener Wohnplatz Ausbacherhof am nordöstlichen Fuße des Rödelberges im dichten Gehölz direkt westlich der Kreisstraße 42, die ihn auf seinem Wege bis fast zur Mündung begleiten wird.
Er fließt zunächst in nördlicher Richtung gut einen Kilometer  zwischen der Weiherflur auf seiner linken Seite und der Flur Rechts der Weiherwiesen auf der rechten in einem Kerbtal durch Grünland am westlichen Fuße des Steinkopfes entlang. Beim Langenwieser Hang betritt er den Staatsforst Kusel und erreicht nach etwa einen Kilometer den Südwestzipfel von Reipoltskirchen.
Der Bach zieht nun nordnordostwärts an der mit Häusern gesäumten Hohlstraße (K 42) entlang und verschwindet dann in der Dorfmitte bei der Flur Leimenäcker verrohrt in den Untergrund. Er fließt nun in Richtung Südosten unterhalb der Landesstraße 382 und mündet schließlich auf einer Höhe von 199 m unterirdisch verdolt direkt südlich einer Brücke von links in den aus dem Südsüdosten kommenden Odenbach.

### Einzugsgebiet
Das 2,6 km² große Einzugsgebiet des Ausbachs liegt im Naturraum Moschelhöhen. des Nordpfälzer Berglandes und ist somit auch Teil des Saar-Nahe-Berglandes. Die höchste Erhebung des Einzugsgebietes ist der zwischen dem Hobstätterhof in Westen und dem Ingweilerhof im Osten liegende Steinkopf mit einer Höhe von 403,3 m. Weitere nennenswerte Anhöhen sind der nördlich von Berghof liegende  365,3 m hohe Rödelberg und  die südlich von Karlshof liegende Anhöhe Platte (361 m) sowie ein namenloser 369 m hoher Hügel nördlich des Rödelberges.
Das Gebiet des Ausbachs grenzt im Südwesten an den Einzugsbereich des in den Glan einmündenden Sulzbachs und im Südosten konkurrieren die Odenbachzuflüsse Hirzbach und Zangengraben.
Der südwestliche Bereich seines Einzugsgebietes wird von sandig-lehmigen Äckern und Grünland geprägt und im Nordosten dominieren Wälder. Im Quellgebiet liegt der Ausbacherhof, westnordwestlich davon der zu Einöllen gehörende Hobstätterhof und im Mündungsbereich das Dorf Reipoltskirchen.

## Daten
Der Ausbach entwässert über den Odenbach, den Glan, die Nahe und den Rhein in die Nordsee. Der Höhenunterschied von seiner Quelle bis zu seiner Mündung beträgt 140 m, was bei einer Lauflänge von 3,0327 km einem mittleren Sohlgefälle von 46,2 ‰ entspricht. Sein Einzugsgebiet trägt mit seiner Größe von 2,636 km² etwa 3,1 % zum Einzugsgebiet des Odenbaches (85,956 km²) bei.

## Geologie
Das Einzugsgebiet des Ausbachs liegt im Rotliegenden des Permokarbons in der Unteren Glan-Subgruppe. Die Sedimentschicht besteht aus Wechsellagerungen von grauem teilweise auch roten Tongestein, Silt- und Sandstein. Vereinzelt kommen auch Tuff-, Kalkstein- und Kohleablagerungen vor.

## Natur und Umwelt
In dem Buchenwald ostsüdöstlich von Karlshof stehen Traubeneichen, Eschen und Rotbuchen und in der Krautschicht kann sich dort der Waldziest, das Kleinblütige Springkraut, der Waldmeister, das Große Hexenkraut, die Waldsegge, die Waldzwenke und der Gefleckte Aronstab entwickeln.
Im Bereich des Mittellaufs stehen am Ufer des Baches Bruchweiden, Eschen, Schwarzerlen und Bergahorne sowie Brombeer-, Stachelbeer-, Rote Johannisbeer-, Zweigrifflige Weißdorn- und Haselnusssträucher. Unten am Boden gedeiht die Große Brennnessel, der Waldziest, der Waldsauerklee, die Berggoldnessel, das Drüsige Springkraut, der Gundermann, der Stinkstorchschnabel, das Echte Mädesüß, das Große Hexenkraut, die Waldsegge, die Winkelsegge, das  Wiesenschaumkraut, das Waldschaumkraut, die Sumpfdotterblume und die Waldzwenke.